# شهدطوطیک تاج‌ارغوانی
شهدطوطیک تاج‌ارغوانی (نام علمی: Glossopsitta porphyrocephala) نام یک گونه از زیرخانواده شهدخورطوطیان است که در مناطق جنوبی جنوب غربی استرالیا یافت می‌شود.

## نگارخانه

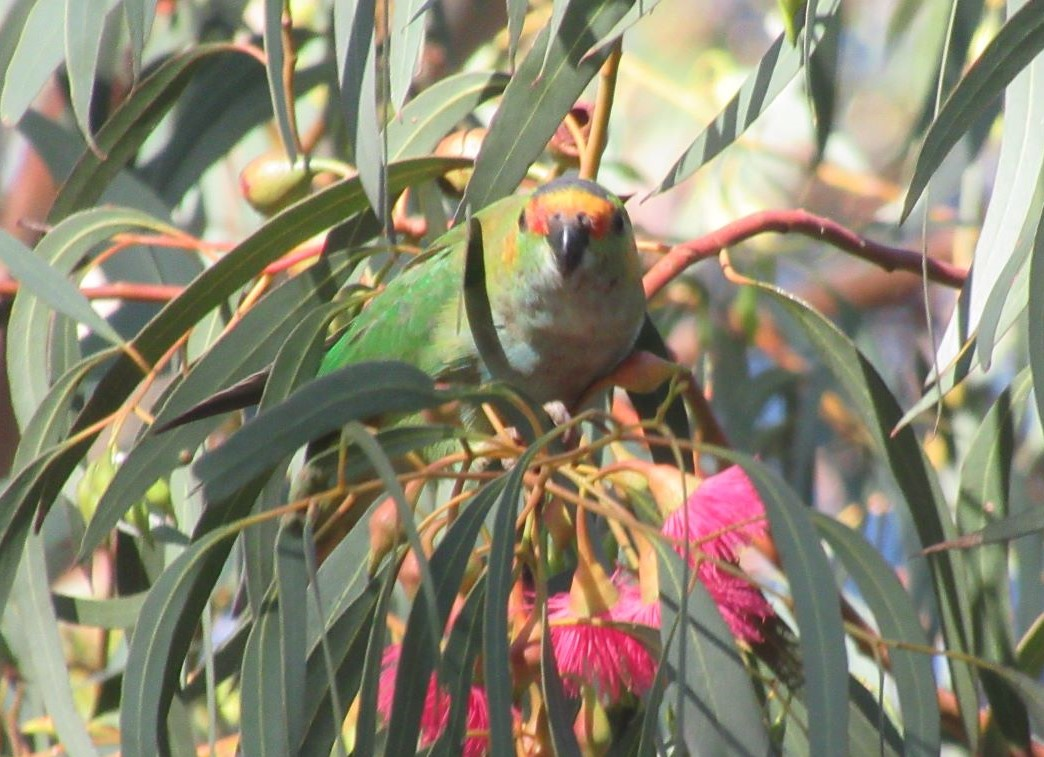
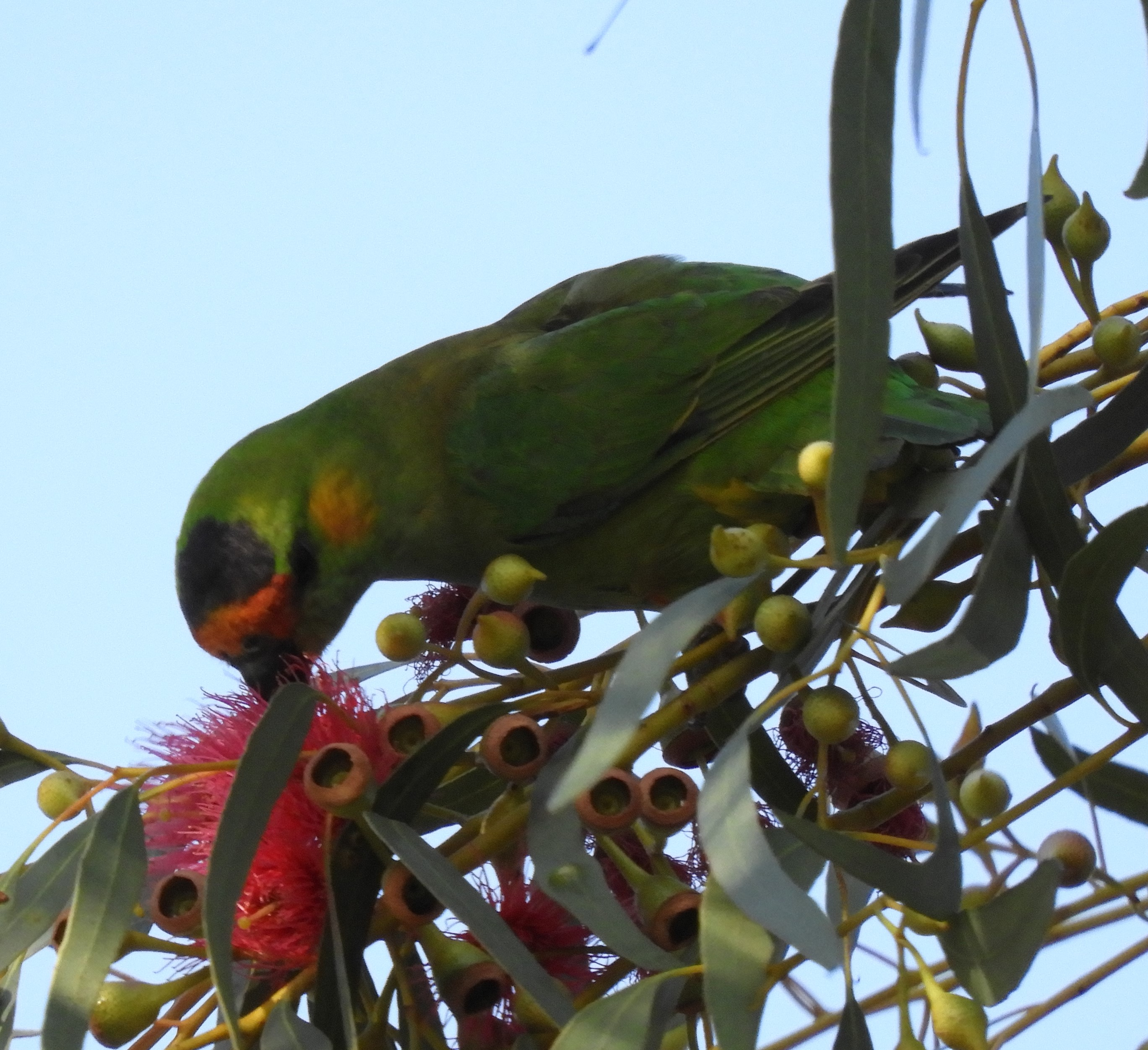
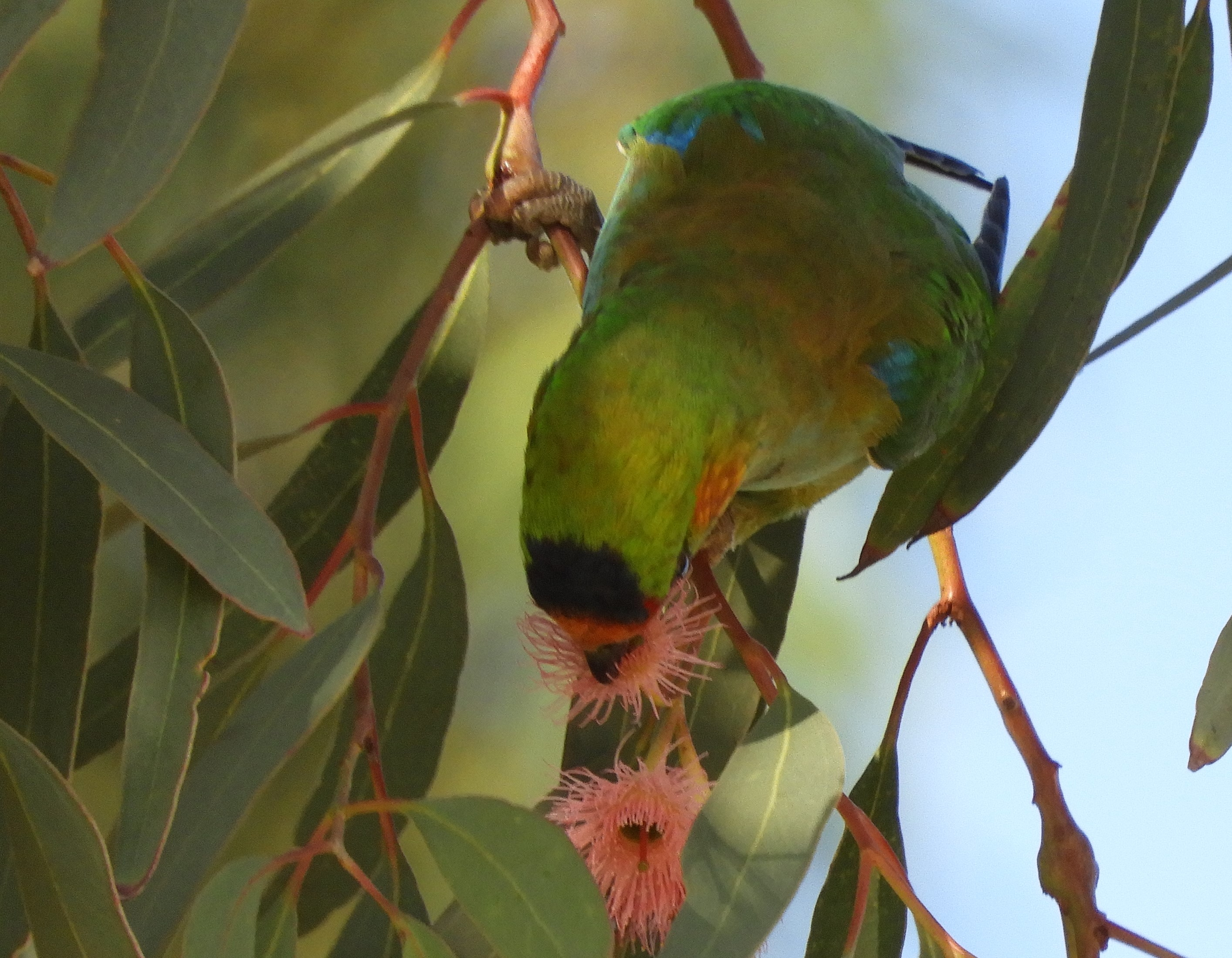